# Djamel Mesbah
Djamel Mesbah (Argelia, 9 de octubre de 1984) es un exfutbolista argelino que jugaba de defensa y centrocampista.

## Trayectoria
Debutó en el Servette FC en 2003. En 2004 entró al FC Basel. En 2006-2008 jugó en el FC Aarau.

## Selección nacional
El 2 de junio de 2014 fue incluido en la lista final de 23 jugadores que representarán a Argelia en la Copa Mundial de Fútbol de 2014.

### Participaciones en Copas del Mundo
| Mundial                        | Sede      | Resultado        |
| ------------------------------ | --------- | ---------------- |
| Copa Mundial de Fútbol de 2010 | Sudáfrica | Primera fase     |
| Copa Mundial de Fútbol de 2014 | Brasil    | Octavos de final |

## Clubes
| Club                    | País    | Año       |
| ----------------------- | ------- | --------- |
| Servette F. C.          | Suiza   | 2003-2004 |
| F. C. Basilea           | Suiza   | 2004-2006 |
| F. C. Lorient (cedido)  | Francia | 2006      |
| F. C. Aarau             | Suiza   | 2006-2008 |
| F. C. Lucerna           | Suiza   | 2008-2009 |
| U. S. Avellino (cedido) | Italia  | 2008-2009 |
| U. S. Lecce             | Italia  | 2009-2012 |
| A. C. Milan             | Italia  | 2012-2013 |
| Parma F. C.             | Italia  | 2013-2014 |
| A. S. Livorno (cedido)  | Italia  | 2014      |
| U. C. Sampdoria         | Italia  | 2014-2016 |
| F. C. Crotone           | Italia  | 2016-2017 |
| F. C. Lausana-Sport     | Suiza   | 2017      |
| Étoile Carouge F. C.    | Suiza   | 2019      |

## Palmarés

### Títulos nacionales
| Título             | Club          | País  | Año  |
| ------------------ | ------------- | ----- | ---- |
| Superliga de Suiza | F. C. Basilea | Suiza | 2005 |